# Bộ Gà
Bộ Gà (Galliformes) là một bộ chim nặng ký ăn trên mặt đất bao gồm gà tây, trĩ, gà, chim cút Tân thế giới, chim cút Cựu thế giới, ptarmigan, partridge, gà lôi, gà phi, francolin, gà rừng, công và họ Cracidae. Tên khoa học của bộ này bắt nguồn từ "gallus", tiếng Latin có nghĩa là "gà" hoặc "gà trống". Bộ này gồm khoảng 290 loài, một hoặc nhiều trong số đó được tìm thấy ở tất cả lục địa trên thế giới (ngoại trừ các sa mạc trong cùng và băng vĩnh cửu). Chúng hiếm hơn trên các hòn đảo, và trái ngược với loài chim nước (Anseriformes) có họ hàng gần gũi, về cơ bản không có ở các đảo đại dương (trừ khi được con người đưa đến). Một số loài đã được thuần hóa trong mối quan hệ lâu dài và rộng lớn của chúng với con người.
Bộ này có 5 họ: Phasianidae (bao gồm gà, chim cút, partridge, gà lôi, gà tây, công và trĩ); Odontophoridae (chim cút Tân thế giới); Numididae (gà phi); Cracidae (bao gồm cả chachalaca và curassow) và Megapodiidae (các loài chim ươm như Leipoa ocellata và Alectura lathami).Chúng đóng vai trò quan trọng là những động vật phát tán hạt và thú săn mồi trong những hệ sinh thái mà chúng sinh sống, và thường được con người nuôi làm trò chơi để lấy thịt, trứng và săn bắn giải trí. Nhiều loài chạy giỏi và thoát khỏi những thú săn mồi bằng cách chạy chứ không phải bay. Con đực của hầu hết các loài có nhiều màu sắc hơn con cái. Con đực thường có những hành vi tán tỉnh phức tạp bao gồm sải chân, xù lông đuôi hoặc lông đầu và âm thanh. Chúng chủ yếu là các loài không di cư.

## Hệ thống và tiến hóa

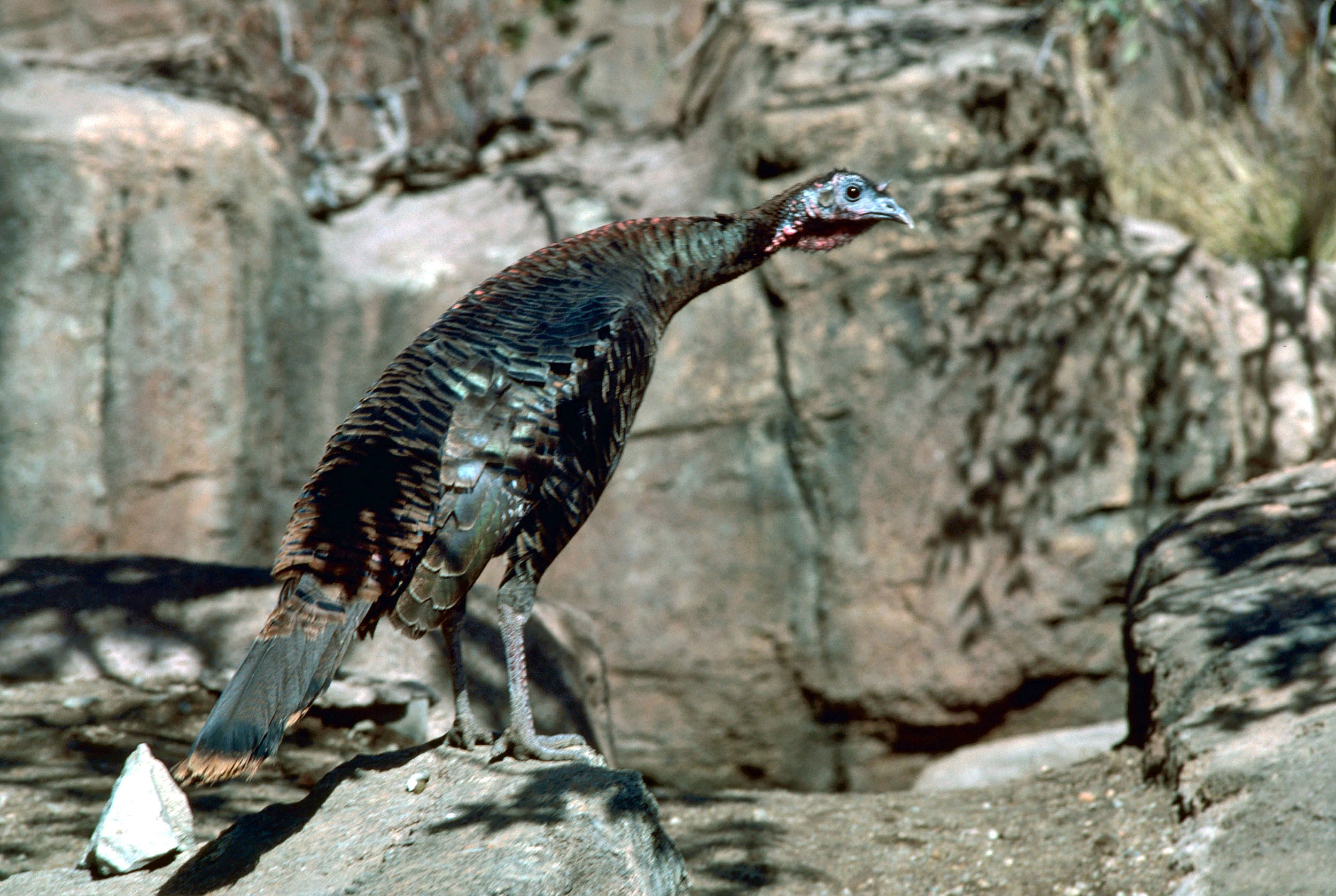
Cho dù bề ngoài khác biệt, nhưng gà tây trên thực tế là họ hàng rất gần của trĩ.

Các thành viên còn sinh tồn trong bộ Galliformes theo truyền thống được chia ra thành 7 (hoặc nhiều hơn) họ. Gần đây, nói chung người ta tin rằng nhóm gà thông và gà tây với bề ngoài rất khác biệt nhưng điều đó không đảm bảo việc chia tách chúng ra thành các họ riêng rẽ là hợp lý do nguồn gốc rất gần đây của chúng từ các dạng chim tương tự như gà gô hay trĩ. Dường như là gà tây đã trở nên to lớn hơn khi tổ tiên của chúng chiếm lĩnh vùng ôn đới và cận nhiệt đới tại Bắc Mỹ, nơi không có những kẻ cạnh tranh kích cỡ như trĩ. Ở mặt khác, tổ tiên của gà thông đã thích nghi với khí hậu khắc nghiệt và vì thế chúng có thể chiếm lĩnh các khu vực cận Bắc cực. Với niềm tin như thế, họ Phasianidae được mở rộng trong một số xử lý hiện thời để gộp cả các họ Tetraonidae (gà thông) và Meleagrididae (gà tây), hoặc như là các phân họ
Hai bộ, Anseriformes (vịt) và Galliformes, cùng nhau hợp thành nhóm Galloanserae (gà vịt). Chúng là nhóm cơ sở trong các dạng chim với hàm mới, và thông thường đi cùng Paleognathae (chim hàm cũ, bao gồm cả các dạng chim chạy như đà điểu) trong các hệ thống phân loại chim hiện nay. Điều này lần đầu tiên được đề xuất trong phân loại Sibley-Ahlquist và từng là một thay đổi lớn của sơ đồ đề xuất đó được gần như tất cả chấp thuận. Mặt khác, bộ Galliformes theo như giới hạn truyền thống của nó được gọi là Gallomorphae trong phân loại Sibley-Ahlquist, tách 2 họ Cracidae và Megapodiidae như là một bộ riêng, gọi là "Craciformes". Tuy nhiên, nó không là một nhóm tự nhiên mà chỉ là kết quả sai lầm của phương pháp phân loại theo ngoại hình hiện đã lỗi thời được sử dụng trong phân loại Sibley-Ahlquist. Các nghiên cứu theo ngoại hình không phân biệt các đặc trưng dạng gần (tồn tại trước khi có tổ tiên chung) với các đặc trưng dạng chia tách (tồn tại ở các hậu duệ muộn hơn của nhóm), và điều này dẫn tới các dòng dõi cơ sở dường như tạo thành một nhóm đơn ngành.
Theo dòng lịch sử, các loài cun cút (Turnicidae), cuốc Madagascar (Mesitornithidae) và hoatzin (Opisthocomus hoazin) cũng được đặt trong bộ Galliformes. Các dạng cun cút hiện nay được biết đến như là tương tự như choi choi đã thích nghi với kiểu sống trong nội lục, trong khi các dạng cuốc Madagascar có lẽ có quan hệ gần với ít nhất là một vài loài chim theo truyền thống nằm trong Columbiformes. Mối quan hệ của hoatzin thì hoàn toàn mờ mịt, và thông thường nó hay được coi như là bộ đơn loài, gọi là "Opisthocomiformes" để biểu thị điều này.

### Tiến hóa
Do loài thủy cầm cổ nhất đã biết, Vegavis iaai, có niên đại từ Creta muộn, các tổ tiên của bộ Gà cũng phải sinh sống cùng thời với các động vật như Tyrannosaurus rex, mặc dù không nhất thiết phải trên cùng một khu vực như loài khủng long cụ thể này.
Trên thực tế, tồn tại một ít các hóa thạch rời rạc của các sinh vật được coi là có dạng gà từ thời kỳ thuộc kỷ Creta, trong đó đơn vị hóa thạch đáng chú ý nhất là Austinornis. Trước đây được nói tới như là Ichthyornis lentus, Graculavus lentus hay Pedioecetes lentus, một phần xương cẳng chân trái của nó được tìm thấy tại Austin Chalk có niên đại Hậu Phấn trắng gần Fort McKinney (Texas). Loài chim này gần gũi với Galliformes một cách chắc chắn, nhưng việc nó có là một phần của bộ này hay thuộc về một nơi nào trong nhánh dạng gà ít được biết tới của Galloanserae vẫn chưa rõ ràng.
Các hóa thạch khác thuộc đại Trung sinh được nói tới như là Galliformes với độ chắc chắn thấp hơn đáng kể: Loài Gallornis cực kỳ kì dị sống tại khu vực ngày nay là Pháp khoảng 140-130 triệu năm trước (Ma) nhưng người ta cũng có thể coi nó là chim dạng Ornithurae. Mặc dù xác suất nó là dạng gà rất cổ không thể bị loại bỏ, nhưng niên đại quá cổ của nó làm cho điều này dường như là không thể. Trường hợp của Austinornis chỉ ra rằng rất có thể có sự lộn xộn trong việc nhận dạng những loại chim được coi là dạng gà với các dạng Ornithurae nguyên thủy hơn, như Ichthyornis.
Mẫu vật PVPH 237 từ thành hệ Portezuelo Creta muộn (tầng Turones-tầng Cognac, khoảng 90 Ma) trong khu vực Sierra de Portezuelo (Argentina) có thể là ứng viên có vẻ hợp lý hơn cả cho dạng gà nguyên thủy. Nó là một phần xương quạ của chim hiện đại (Neornithes), với hình dạng chung và cụ thể là gá lắp rộng và sâu cho cơ nối xương quạ và xương cánh tay (xương phần tay trên) tương tự như các dòng dõi cơ sở hơn của chim dạng gà
Kỷ Paleogen có một vài họ chim dạng gà hiện nay đã tuyệt chủng, được gọi là Gallinuloididae, Paraortygidae và Quercymegapodiidae. Trong thời kỳ đầu đại Tân sinh, có thêm một vài dạng chim bổ sung, có thể là Galliformes thời kỳ đầu hoặc không phải, cho dù nếu chúng thuộc về bộ này thì chúng có lẽ không thể thuộc về các họ còn loài sinh tồn:
- †Argillipes (London Clay, Tiền Eocen tại Anh)
- †Coturnipes (Tiền Eocen tại Anh, Virginia, Hoa Kỳ?)
- †Paleophasianus (Willwood, Tiền Eocen tại quận Bighorn, Hoa Kỳ)
- †Percolinus (London Clay, Tiền Eocen tại Anh)
- †Amitabha (Bridger, Trung Eocen tại Forbidden City, Hoa Kỳ) - dạng trĩ?
- †"Palaeorallus" alienus (Trung Oligocen tại Tatal-Gol, Mông Cổ)
- †Anisolornis (Santa Cruz, Trung Miocen tại Karaihen, Argentina)

Từ giữa thế Eocen trở đi - khoảng 45 Ma hay đại loại như vậy - các dạng gà kiểu hiện đại đã được biết tới, và chúng thay thế hoàn toàn cho các họ hàng cổ hơn vào đầu kỷ Neogen. Do các đại diện sớm nhất của các họ dạng gà hiện đại còn sinh tồn dường như thuộc về họ Phasianidae - họ trẻ nhất trong bộ Galliformes - nên các họ khác của bộ Galliformes phải ít nhất có nguồn gốc từ đầu thế Eocen nhưng cũng có thể cổ tới tận Creta muộn. Đơn vị phân loại hóa thạch Tristraguloolithus cracioides dựa trên các mảnh vỏ trứng hóa thạch từ thành hệ Oldman Creta muộn tại miền nam Alberta (Canada) là tương tự như trứng của chachalaca, nhưng do không có các vật liệu xương nên mối quan hệ giữa chúng không thể xác định, ngoại trừ một điều là chúng dường như không phải là từ khủng long không biết bay.
Các chi hiện đại của Phasianidae bắt đầu xuất hiện vào khoảng ranh giới Oligo-/Miocen, khoảng 25-20 Ma. Một điều vẫn chưa biết rõ là các chi còn sinh tồn của các họ dạng gà khác và cổ hơn có bắt nguồn vào cùng thời gian này hay sớm hơn không, mặc dù ít nhất ở các dạng cút Tân thế giới thì các dạng thuộc tiền-Neogen dường như thuộc về các chi sau này đã bị tuyệt chủng.
Một số các hóa thạch từ kỷ Paleogen tới Trung Neogen rất chắc chắn là thuộc về bộ Galliformes, nhưng mối quan hệ chính xác của chúng trong bộ thì không thể xác định:

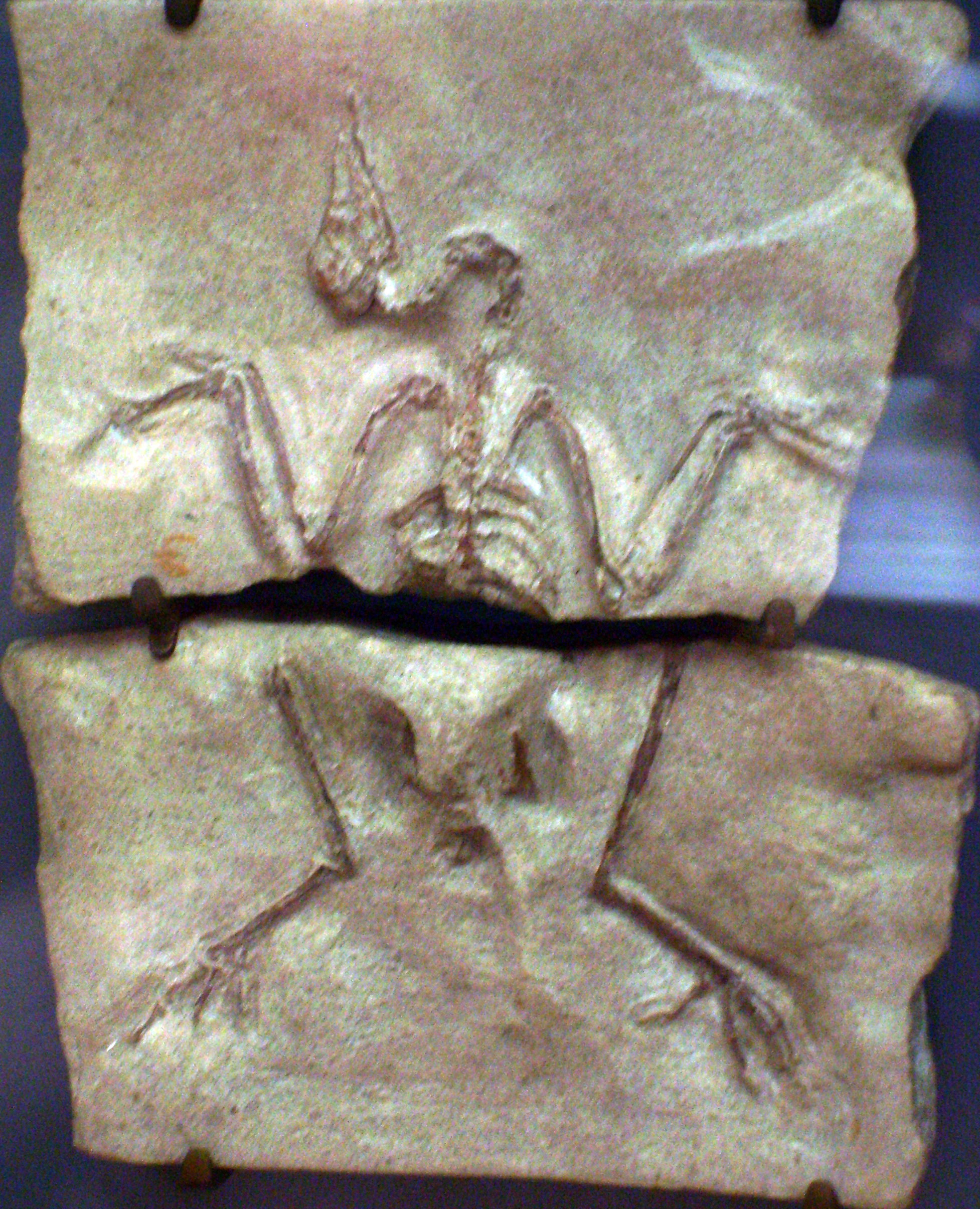
Bộ xương của Palaeortyx, Muséum national d'histoire naturelle, Paris

- †Austinornis (Austin Chalk, Creta muộnc tại Fort McKinney, Hoa Kỳ) - đặt vào đây không chắc chắn, trước đây gọi là Graculavus/Ichthyornis/Pedioecetes lentus
- †Procrax (Trung Eocen? - Tiền Oligocen) - Cracidae? Gallinuloididae?
- †Palaeortyx (Trung Eocen -? Tiền Pliocen) - Phasianidae hay Odontophoridae
- †Palaeonossax (Brule, Hậu Oligocen tại South Dakota, Hoa Kỳ) - Cracidae?
- †Taoperdix (Hậu Oligocen) - Gallinuloididae? Bao gồm cả "Tetrao" pessieti
- †Archaealectrornis (Oligocen) - Phasianidae?
- †Galliformes gen. et sp. indet. (Oligocen) - trước đây trong Gallinuloides; Phasianidae? Mẫu vật MCZ 342506. Xương cánh tay đầu gần của chim lớn hơn của Gallinuloides[10]
- †Archaeophasianus (Oligocen? - Hậu Miocen) - Phasianidae? (Tetraoninae?)
- †Palaealectoris (tầng hóa thạch Agate, Tiền Miocen tại quận Sioux, Hoa Kỳ) - Tetraoninae?
- †Linquornis (Trung Miocen)
- †Palaeoalectoris (Hạ Thảo Loan (下草湾), Trung Miocen tại huyện Tứ Hồng, Túc Thiên, Giang Tô, Trung Quốc)
- †Shandongornis (Trung Miocen)
- †"Cyrtonyx" tedfordi (Barstow, Hậu Miocen tại Barstow, Hoa Kỳ)

### Danh sách các đơn vị phân loại chính
Trong một thời gian dài, các dạng trĩ, gà gô và đồng minh được gộp bừa bãi trong họ Phasianidae, có thể gộp hay loại bỏ gà tây, gà thông, cút Tân thế giới và gà Phi, được chia ra làm 2 phân họ - gọi là Phasianinae (các dạng giống như trĩ) và Perdicinae (các dạng giống gà gô). Sự sắp xếp thô sơ như vậy đã từ lâu được coi là cần sửa đổi, nhưng ngay cả với sự hỗ trợ của các phân tích trình tự DNA cũng như các phương pháp miêu tả theo nhánh hiện đại thì phát sinh loài của họ Phasianidae vẫn chưa có lời giải đáp trọn vẹn.
Danh sách chưa chắc chắn các đơn vị phân loại bậc cao trong bộ Galliformes, được liệt kê theo trình tự tiến hóa, là:
- Họ †Paraortygidae
- Họ †Quercymegapodiidae
- Họ †Sylviornithidae
- Họ Megapodiidae
- Họ Cracidae
- Siêu họ Phasianoidea
  - Họ †Gallinuloididae - đặt vào đây không chắc chắn
  - Họ Odontophoridae - Cút Tân thế giới
  - Họ Numididae - Gà Phi
  - Họ Phasianidae - Trĩ, gà gô và các họ hàng
    - Phân họ Arborophilinae - Gà gô rừng
    - Phân họ Coturnicinae - Cút Cựu thế giới, gà gô bụi, gà gô cựa
    - Phân họ Pavoninae - Công, trĩ sao
    - Phân họ Gallininae - Đa đa và gà rừng
    - Phân họ Meleagridinae - Gà tây
    - Phân họ Perdicinae - Gà gô xám (có lẽ thuộc về Meleagridinae hay Phasianinae)
    - Phân họ Tetraoninae - Gà thông
    - Phân họ Phasianinae - Trĩ thật sự

Mối quan hệ giữa nhiều loài trĩ và gà gô vẫn chưa được sáng tỏ và phần nhiều bị thất bại do phân tỏa thích nghi (ở dạng thứ nhất) và tiến hóa hội tụ (ở dạng thứ hai). Vì thế, cả họ gộp đống Phasianidae cũng có thể được coi như là một phân họ Phasianinae duy nhất. Gà thông, gà tây, trĩ thật sự v.v khi đó trở thành các tông của phân họ này, tương tự như Coturnicinae nói chung được chia thành các tông chim cút và gà gô cựa.
Lưu ý rằng đơn vị phân loại Perdicinae bị giới hạn một cách không chắc chắn là chỉ bao gồm chi Perdix và có lẽ một tới hai chi khác. Gà gô tại châu Âu không có quan hệ họ hàng gần với các dạng tương tự như gà gô khác trong bộ Galliformes được chỉ ra bởi màu sắc dị hình giới tính của chúng và một loạt (trên 14) lông lái, các đặc điểm chi sẻ với các dạng trĩ khác tiến hóa hơn. Tuy nhiên, trong số này, mối quan hệ giữa chúng là hoàn toàn mờ mịt; hoàn toàn không rõ là nó gần với gà tây hay gần với các dạng trĩ đuôi ngắn nhất định, như Ithaginis, Lophophorus, Pucrasia và Tragopan.

## Phát sinh chủng loài
Bộ Gà là nhóm có quan hệ chị-em với bộ Ngỗng (Anseriformes). Cùng nhau chúng hợp thành một nhánh có quan hệ chị-em với nhóm Neoaves.
Sự sắp xếp các họ trong bộ Gà như cây phát sinh dưới đây tuân theo các phân tích di truyền gần đây do Crowe và ctv. (2006a), Cox và ctv. (2007) và Hackett và ctv. (2008) thực hiện. Nó cũng phù hợp với các kết quả phân tích vị trí đảo ngược trong nghiên cứu do Kaiser và ctv. (2007) và Kriegs và ctv. (2007) thực hiện. Trong số hai nghiên cứu liệt kê cuối cùng này, các kết quả của Kriegs và ctv. là hoàn chỉnh hơn, và thể hiện cùng một cấu trúc cơ bản như cây phát sinh ở đây. Do nó là phương pháp khác biệt của việc đọc các dữ liệu di truyền, nên nó có vai trò như một sự hỗ trợ bổ sung đáng kể đối với sắp xếp hiện hành của các họ trong bộ Galliformes. Tuy nhiên, vẫn còn một số câu hỏi về việc họ Numididae có thật sự rẽ nhánh ra trước họ Odontophoridae hay ngược lại (như trong Shen và ctv., 2010).
|  | Numididae                                                      |
|  |                                                                |
|  | \| \| Odontophoridae \| \| \| \| \| \| Phasianidae \| \| \| \| |
|  |                                                                |
|  | Odontophoridae                                                 |
|  |                                                                |
|  | Phasianidae                                                    |
|  |                                                                |

|  | Odontophoridae |
|  |                |
|  | Phasianidae    |
|  |                |

|  | Numididae                                                      |
|  |                                                                |
|  | \| \| Odontophoridae \| \| \| \| \| \| Phasianidae \| \| \| \| |
|  |                                                                |
|  | Odontophoridae                                                 |
|  |                                                                |
|  | Phasianidae                                                    |
|  |                                                                |

|  | Odontophoridae |
|  |                |
|  | Phasianidae    |
|  |                |

|  | Numididae                                                      |
|  |                                                                |
|  | \| \| Odontophoridae \| \| \| \| \| \| Phasianidae \| \| \| \| |
|  |                                                                |
|  | Odontophoridae                                                 |
|  |                                                                |
|  | Phasianidae                                                    |
|  |                                                                |

|  | Odontophoridae |
|  |                |
|  | Phasianidae    |
|  |                |

|  | Numididae                                                      |
|  |                                                                |
|  | \| \| Odontophoridae \| \| \| \| \| \| Phasianidae \| \| \| \| |
|  |                                                                |
|  | Odontophoridae                                                 |
|  |                                                                |
|  | Phasianidae                                                    |
|  |                                                                |

|  | Odontophoridae |
|  |                |
|  | Phasianidae    |
|  |                |